# اولگ یانکوفسکی
اولگ یانکوفسکی (روسی: Оле́г Ива́нович Янко́вский؛ ۲۳ فوریهٔ ۱۹۴۴ – ۲۰ مهٔ ۲۰۰۹) هنرپیشه اهل روسیه بود. وی بین سال‌های ۱۹۶۵ تا ۲۰۰۹ میلادی فعالیت می‌کرد. از فیلم‌هایی که وی در آن نقش داشته‌است می‌توان به مردی که گریست، آینه و نوستالژی اشاره کرد.
وی همچنین برنده جوایزی همچون جایزه دولتی اتحاد شوروی و جایزه هنرمند مردمی اتحاد جماهیر شوروی شده‌است.